# Ahmed Darwish
Ahmed Darwish (en árabe: أحمد فرج درويش‎; Jeddah, Arabia Saudita, 29 de octubre de 1984) es un exfutbolista de Arabia Saudita que jugaba en la posición de centrocampista.

## Carrera

### Club
Jugó toda su carrera con el Al-Ahli FC de 2004 a 2013, anotó 11 goles en 193 partidos y ganó tres copas nacionales y la Copa de Clubes Campeones del Golfo de 2008.

### Selección nacional
Jugó para Arabia Saudita en ocho ocasiones de 2007 a 2012 y participó en la Copa Asiática 2007.

## Logros
- Saudi Crown Prince Cup: 2007
- Gulf Club Champions Cup: 2008
- Saudi Champions Cup: 2011, 2012